# Potsdam (Ohio)
Potsdam es una villa ubicada en el condado de Miami en el estado estadounidense de Ohio. En el Censo de 2010 tenía una población de 288 habitantes y una densidad poblacional de 249,88 personas por km².

## Geografía
Potsdam se encuentra ubicada en las coordenadas 39°57′49″N 84°24′53″O / 39.96361, -84.41472. Según la Oficina del Censo de los Estados Unidos, Potsdam tiene una superficie total de 1.15 km², de la cual 1.15 km² corresponden a tierra firme y (0%) 0 km² es agua.

## Demografía
Según el censo de 2010, había 288 personas residiendo en Potsdam. La densidad de población era de 249,88 hab./km². De los 288 habitantes, Potsdam estaba compuesto por el 96.18% blancos, el 0% eran afroamericanos, el 1.39% eran amerindios, el 0% eran asiáticos, el 0% eran isleños del Pacífico, el 0% eran de otras razas y el 2.43% pertenecían a dos o más razas. Del total de la población el 0% eran hispanos o latinos de cualquier raza.